# Montetrisaïta
La montetrisaïta és un mineral de la classe dels sulfats. Fou anomenada l'any 2009 per Paolo Orlandi i Elena Bonaccorsi per la localitat tipus: Monte Trisa (Itàlia). És dimorfa de la redgillita.

## Classificació
Segons la classificació de Nickel-Strunz, la montetrisaïta pertany a «07.D - Sulfats (selenats, etc.) amb anions addicionals, amb H₂O, amb cations de mida mitjana només; plans d'octaedres que comparteixen vores» juntament amb els següents minerals: felsőbanyaïta, langita, posnjakita, wroewolfeïta, spangolita, ktenasita, christelita, campigliaïta, devil·lina, ortoserpierita, serpierita, niedermayrita, edwardsita, carrboydita, glaucocerinita, honessita, hidrohonessita, motukoreaita, mountkeithita, shigaïta, wermlandita, woodwardita, zincaluminita, hidrowoodwardita, zincowoodwardita, natroglaucocerinita, nikischerita, lawsonbauerita, torreyita, mooreïta, namuwita, bechererita, ramsbeckita, vonbezingita, redgillita, nickelalumita, kyrgyzstanita, guarinoïta, schulenbergita, theresemagnanita, UM1992-30-SO:CCuHZn i calcoalumita.

## Característiques
La montetrisaïta és un sulfat de fórmula química Cu₆(SO₄)(OH)10·2H₂O. Cristal·litza en el sistema ortoròmbic. Químicament és molt semblant a la redgillita.

## Formació i jaciments
Es forma com a producte d'oxidació de minerals sulfurs com ara la calcopirita, pirita, esfalerita o galena. S'ha descrit a Àustria, Alemanya, Bolívia, Grècia i Itàlia.